# Sint-Brunostraat
De Sint-Brunostraat is een straat in Brugge.

## Beschrijving
Nadat in de jaren 1970 de stad Brugge eigenaar was geworden van de kazernes en het de bedoeling was er een nieuw justitiepaleis te bouwen, werd een gedeelte van de eigendom afgescheiden om er een sociale woonwijk te bouwen. Deze wijk kreeg de naam Kartuizerwijk. Voor een betere bereikbaarheid werd een korte bijkomende straat aangelegd die loopt van de Kazernevest naar de Balsemboomstraat. Die straat in de Kartuizerwijk werd genoemd naar de patroon van de kartuizers, die ook zijn naam heeft gegeven aan de kloosterkerk in de Langestraat, Sint-Bruno.
Er werd ook nog een klein plein aangelegd, dat de naam Sint-Brunoplein kreeg.